# حمد الدوسری
حمد الدوسری (انگلیسی: Hamed Al-Doseri؛ زادهٔ ۲۴ ژوئیهٔ ۱۹۸۹) بازیکن فوتبال اهل بحرین است.
از باشگاه‌هایی که در آن بازی کرده‌است می‌توان به باشگاه ورزشی الرفاع اشاره کرد.
وی همچنین در تیم ملی فوتبال بحرین بازی کرده‌است.